# イーホル・スクィビュク
イーホル・アナトリヨヴィチ・スクィビュク（ウクライナ語: Скибюк Ігор Анатолійович、1976年 - ) は、ウクライナの軍人。ウクライナ英雄。
2024年2月11日から2025年6月3日よりウクライナ空中機動軍司令官を務める。

## 経歴
1998年、第80独立空中強襲旅団に小隊長として勤務し始めた。
2016年、国際演習「メイプルアーチ2016」でウクライナ軍参加部隊の指揮官を務めた。
2022年時点では、第80独立空中強襲旅団の旅団長であり、ロシアによるウクライナ侵攻開始当初、ヘルソンの戦いで旅団を指揮した。
東部での反攻中、イジュームを解放した功績によりスクィイビュクはウクライナ英雄を授与された。
2023年8月24日、准将に昇進。この時点ではウクライナ空中機動軍参謀長兼副司令官を務めていた。
2024年2月11日、マキシム・ミルゴロドスキーの後任としてウクライナ空中機動軍司令官に任命された。
2024年12月5日、少将に昇進。
2025年6月3日、ウクライナ空中機動軍司令官から解任され、ウクライナ軍参謀副長に任命された。

## 栄典
- ウクライナ英雄（金星勲章（ロシア語版）） - 2022年10月14日[9]

- 2等ボフダーン・フメリニツキー勲章 - 2022年5月27日[10]

- 3等ボフダーン・フメリニツキー勲章 - 2022年3月8日[11]